# Міхаель Ноймаєр
Міхаель Ноймаєр  (нім. Michael Neumayer, 15 січня 1979) — німецький стрибун з трампліна , олімпійський медаліст.

## Виступи на Олімпіадах
| Олімпіада     | Дисципліна                    | Місце |
| ------------- | ----------------------------- | ----- |
| Турин 2006    | нормальний трамплін, особисті | 8     |
| Турин 2006    | великий трамплін, особисті    | 11    |
| Турин 2006    | великий траплін, командні     | 4     |
| Ванкувер 2010 | нормальний трамплін, особисті | 16    |
| Ванкувер 2010 | великий трамплін, особисті    | 6     |
| Ванкувер 2010 | великий трамплін, командні    | 2     |